# Esra Bilgiç
Esra Bilgiç, född 14 oktober 1992, är en turkisk skådespelerska och modell. Hon spelade Halime Hatun i den historiska TV-serien Diriliş: Ertuğrul från 2014 till 2018. Hon är för närvarande den ledande skådespelerskan i brottsdramaserien Ramo.
Från 2014 spelade hon i TV-serien Diriliş: Ertuğrul telecast på TRT 1. Hennes medskådespelare var Engin Altan Düzyatan och Hülya Darcan. Diriliş: Ertuğrul handlar om den heroiska berättelsen om fadern till Osman I, Ertuğrul, som förvandlar en liten stam vid namn Anatolya till en sultanat. Esra Bilgiç spelade Halime Hatun i serien, men 2018 lämnade hon Diriliş: Ertuğrul på grund av förändringarna i den nya säsongen; hennes karaktär dog dock 1281 och inte så tidigt som i TV-serien. Esra dök också upp i Bir Umut Yeter. År 2019 ombads Bilgiç att spela en ledande roll i filmen Adaniş Kutsal Kavga. Filmen kommer att släppas i mars 2020. Hon är för närvarande den kvinnliga huvudrollen i de turkiska brottsdrama-TV-serien Ramo, med co-stjärnorna Murat Yıldırım.     
Den 21 oktober 2017 gifte sig Bilgiç med den turkiske fotbollsspelaren Gökhan Töre. Äktenskapet upplöstes 17 juni 2019.  Hon studerade internationella relationer vid Bilkent universitet, Ankara och sedan juridik vid İstanbul Şehir-universitetet.[källa behövs]
| TV-serier | TV-serier         | TV-serier      | TV-serier |
| År        | Titel             | Roll           | Notera    |
| --------- | ----------------- | -------------- | --------- |
| 2014–2018 | Diriliş: Ertuğrul | Halime Hatun   | Huvudroll |
| 2018      | Bir Umut Yeter    | Derya Akar     | Huvudroll |
| 2020      | Ramo              | Sibel Yıldırım | Huvudroll |

| Filmer | Filmer              | Filmer | Filmer    |
| År     | Titel               | Roll   | Notera    |
| ------ | ------------------- | ------ | --------- |
| 2020   | Adaniş Kutsal Kavga | Cemre  | Huvudroll |

Bilgiç har vunnit flera priser. Några av dem är: 
| Awards | Awards                                       | Awards                                    | Awards            | Awards   |
| År     | Prisutdelning                                | Kategori                                  | Projekt           | Resultat |
| ------ | -------------------------------------------- | ----------------------------------------- | ----------------- | -------- |
| 2014   | Antalya TV Awards                            | Bästa kvinnliga skådespelerska i en serie | Diriliş: Ertuğrul | Vann     |
| 2015   | Sosyal Farkındalık Ödülleri                  | Bästa kvinnliga skådespelerska i en serie | Diriliş: Ertuğrul | Vann     |
| 2015   | 18. Sadri Alışık Teater- och filmutmärkelser | Bästa kvinnliga skådespelerska            | Diriliş: Ertuğrul | Vann     |
| 2015   | Anadolu Media Ödülleri                       | Seriens bästa skådespelerska              | Diriliş: Ertuğrul | Vann     |
| 2016   | Türkiye Gençlik Ödülleri                     | Bästa kvinnliga skådespelerska            | Diriliş: Ertuğrul | Vann     |